# Quercus meavei
Quercus meavei — вид рослин з родини букових (Fagaceae).

## Біоморфологічна характеристика
Це дерево 20–30 метрів. Гілочки голі або найчастіше з жовтим нальотом; є бліді сочевиці. Листки 13–18 × 4–7 см, ланцетні, довгасто-ланцетні або зворотно-ланцетні, рідко еліптичні; верхівка гостра; основа тупа або клиноподібна; край трохи потовщений, з 11–16 парами зубців; верх тьмяно-зелений, голий або з деякими зірчастими волосками біля основи; низ голий за винятком стрибчастих волосин у пучках пазух; ніжка листка 1.5–4.5 см завдовжки, коричнева, гола крім як біля основи. Квіти в березні. Чоловічі сережки 7 см. Жолуді 1.2–1.6 см завдовжки, яйцюваті, поодинокі або парні, закриті на 1/2 або 1/3 чашечкою; чашечка у діаметрі 1.5–2.3 см, з ланцетоподібними притиснутими лусками; дозрівають у другому сезоні, у вересні — листопаді.

## Проживання
Ендемік Мексики (Веракрус, Сан-Луїс-Потосі, Пуебла, Ідальго). Зростає в помірних тропічних лісах і дубових лісах в районах підвищеної вологості або на берегах річок в горах Східної Сьєрри Мадре; росте на висотах 1630–2250 метрів.